# André Chabrerie
André Chabrerie, né en 1956, est un patineur de vitesse sur piste courte français.
Il est médaillé d'or sur 3 000 m et médaillé de bronze toutes épreuves aux Championnats du monde de patinage de vitesse sur piste courte 1976 à Champaign. 